# 삼척문화예술회관
삼척문화예술회관(三陟文化藝術會館, Samcheok Culture&Art Center)은 강원특별자치도 삼척시에 위치한 공립 문화 예술 공연장이다. 1994년 6월 4일에 개관하였다.

## 연혁
- 1994년 6월 4일: 개관

## 시설
삼척문화예술회관은 지하 1층, 지상 3층의 규모로, 각 공연장과 전시관 등으로 나눌 수 있다.
- 대공연장 : 3,567.89m2, 2층, 940석
- 소공연장 : 555.98m2, 1층, 248석
- 야외공연장 : 1,279m2, 1층, 1,598석